# Östra Bispgården
Östra Bispgården (tidigare Bispfors) är namnet på den tätort som utgör den sydöstra delen av bebyggelsen Bispgården i Fors socken i Ragunda kommun i östligaste Jämtland. 

## Historia
Bispgården är ursprungligen en by med två hemman öster om Fors kyrka. Dagens bebyggelse Bispgården sträcker sig över ett betydligt större område än den ursprungliga byn. När järnvägen drogs genom Fors anlades 1885 i byn Oppåsen en station som gavs namnet Bispgården. Kring den växte stationssamhället Bispgården fram. Där fanns också en poststation Bispgården. När ytterligare en poststation 1903 inrättades i byn Bispgården fick den istället ett nyskapat namn, Bispfors (en sammansättning av förleden i Bispgården och sockennamnet Fors). Samhället kring poststationen kom också att kallas Bispfors. På 1970-talet byttes Bispfors till platsens ursprungliga namn Bispgården. Därmed fick hela den långsträckta bebyggelsen längs östra sidan av Indalsälven namnet Bispgården. Samhället sträcker sig över byarna Oppåsen, Åsen, Prästbordet (med Fors kyrka), Bispgården och Byn. Sedan 1995 räknas Bispgården som två tätorter: Västra Bispgården (kring järnvägsstation i byn Oppåsen) och Östra Bispgården (huvudsakligen i byn Bispgården). 

## Befolkningsutveckling
| Befolkningsutvecklingen i Bispfors/Östra Bispgården 1960–2020                                          | Befolkningsutvecklingen i Bispfors/Östra Bispgården 1960–2020 | Befolkningsutvecklingen i Bispfors/Östra Bispgården 1960–2020 | Befolkningsutvecklingen i Bispfors/Östra Bispgården 1960–2020 | Befolkningsutvecklingen i Bispfors/Östra Bispgården 1960–2020 |
| --- | ------------------------------------------------------------- | ------------------------------------------------------------- | ------------------------------------------------------------- | ------------------------------------------------------------- |
| |                                                               |                                                               |                                                               |                                                               |
| År |                                                               |                                                               | Folkmängd                                                     | Areal (ha)                                                    |
| 1960                                                                                                   | 1960                                                          |                                                               | 472                                                           | 181                                                           |
| 1965                                                                                                   | 1965                                                          |                                                               | 481                                                           | 144                                                           |
| 1970                                                                                                   | 1970                                                          |                                                               | 454                                                           | 146                                                           |
| 1975                                                                                                   | 1975                                                          |                                                               | 0                                                             |                                                               |
| 1980                                                                                                   | 1980                                                          |                                                               | 0                                                             |                                                               |
| 1985                                                                                                   | 1985                                                          |                                                               | 0                                                             |                                                               |
| 1990                                                                                                   | 1990                                                          |                                                               | 0                                                             |                                                               |
| 1995                                                                                                   | 1995                                                          |                                                               | 362                                                           | 148                                                           |
| 2000                                                                                                   | 2000                                                          |                                                               | 380                                                           | 148                                                           |
| 2005                                                                                                   | 2005                                                          |                                                               | 294                                                           | 148                                                           |
| 2010                                                                                                   | 2010                                                          |                                                               | 279                                                           | 148                                                           |
| 2015                                                                                                   | 2015                                                          |                                                               | 249                                                           | 125                                                           |
| 2020                                                                                                   | 2020                                                          |                                                               | 248                                                           | 122                                                           |
| Anm.: Bispfors sammanvuxen med Bispgården 1975. Östra Bispgården ny tätort 1995 utbruten ur Bispgården |                                                               |                                                               |                                                               |                                                               |